# Sedgwick County (Colorado)
Sedgwick County je okres ve státě Colorado v USA. K roku 2000 zde žilo 2 747 obyvatel. Správním městem okresu je Julesburg. Celková rozloha okresu činí 1 423 km². Byl pojmenován podle Johna Sedgwicka.